# Peltandra
Ne doit pas être confondu avec pentandra.
Genre
Le genre Peltandra, en américain arrow arum, doit son nom vernaculaire à ses feuilles en forme de pointe de flèche. Ce genre ne comporte que deux espèces de l’est américain.
- Peltandra virginica (L.) Schott, que les Québécois appellent peltandre de Virginie, est une plante de lisières d’étang qui atteint 75 cm. Cette espèce qui a volontiers les pieds dans l’eau, est surtout cultivée pour son feuillage décoratif, car son inflorescence à spathe étroite vert jaunâtre laissant entrevoir un spadice blanc, est peu spectaculaire. L’inflorescence est suivie d’un épi de baies vertes qui deviennent pourpre foncé à maturité.
- Peltandra sagittifolia (Michx.) Morong (Syn. Peltandra alba), une espèce méridionale de taille plus modeste à spathe blanche plus largement ouverte, est moins rustique et n’est dès lors que rarement proposée chez nous. Elle présente des baies qui deviennent rouges à maturité.